# Shell Island (Wales)

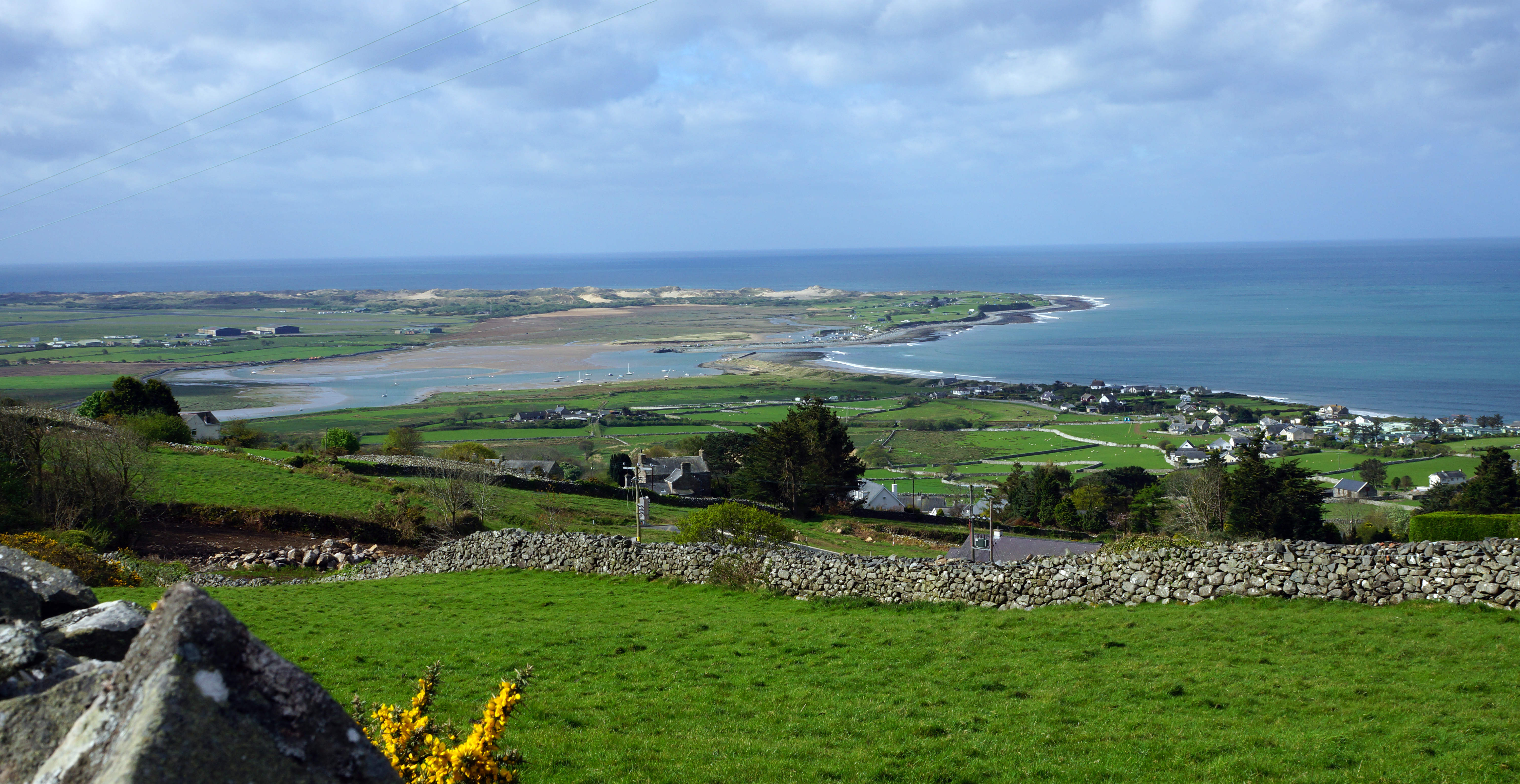
Shell Island oberhalb von Llandanwg Village.

Shell Island (walisisch Mochras) ist eine Halbinsel westlich von Llanbedr in Gwynedd, Wales.

## Geschichte
Ursprünglich eine Insel, wurde Shell Island zur Halbinsel, nachdem der River Artro von George Finch, 9. Earl of Winchilsea 1819 von seinem früheren Lauf umgeleitet wurde. Der Fluss mündete südlich der Insel und der Zugang zur Siedlung auf der Insel erfolgte durch das Dorf Llandanwg, welches heute durch das Ästuar getrennt ist.

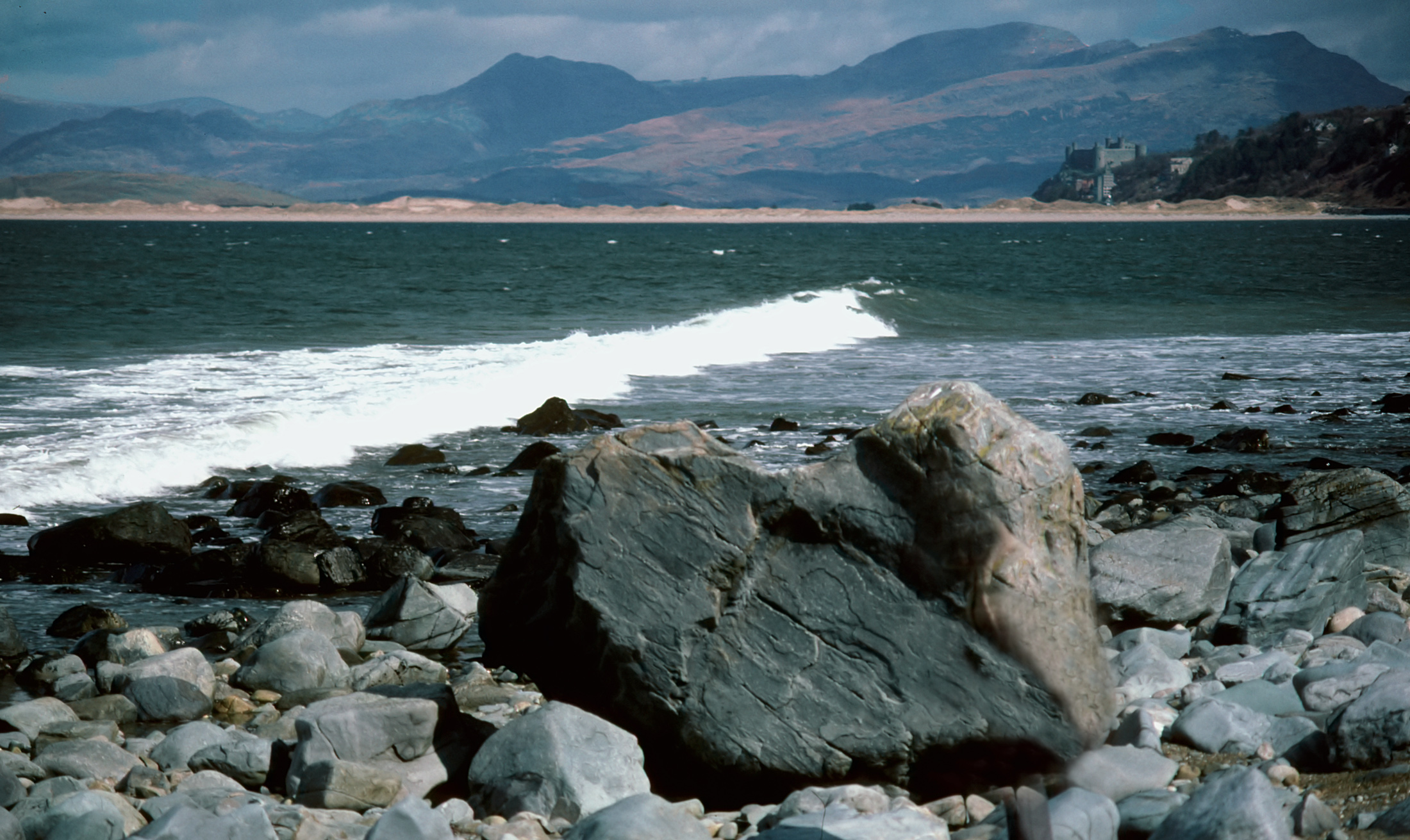
Blick von Shell Island nach Norden.

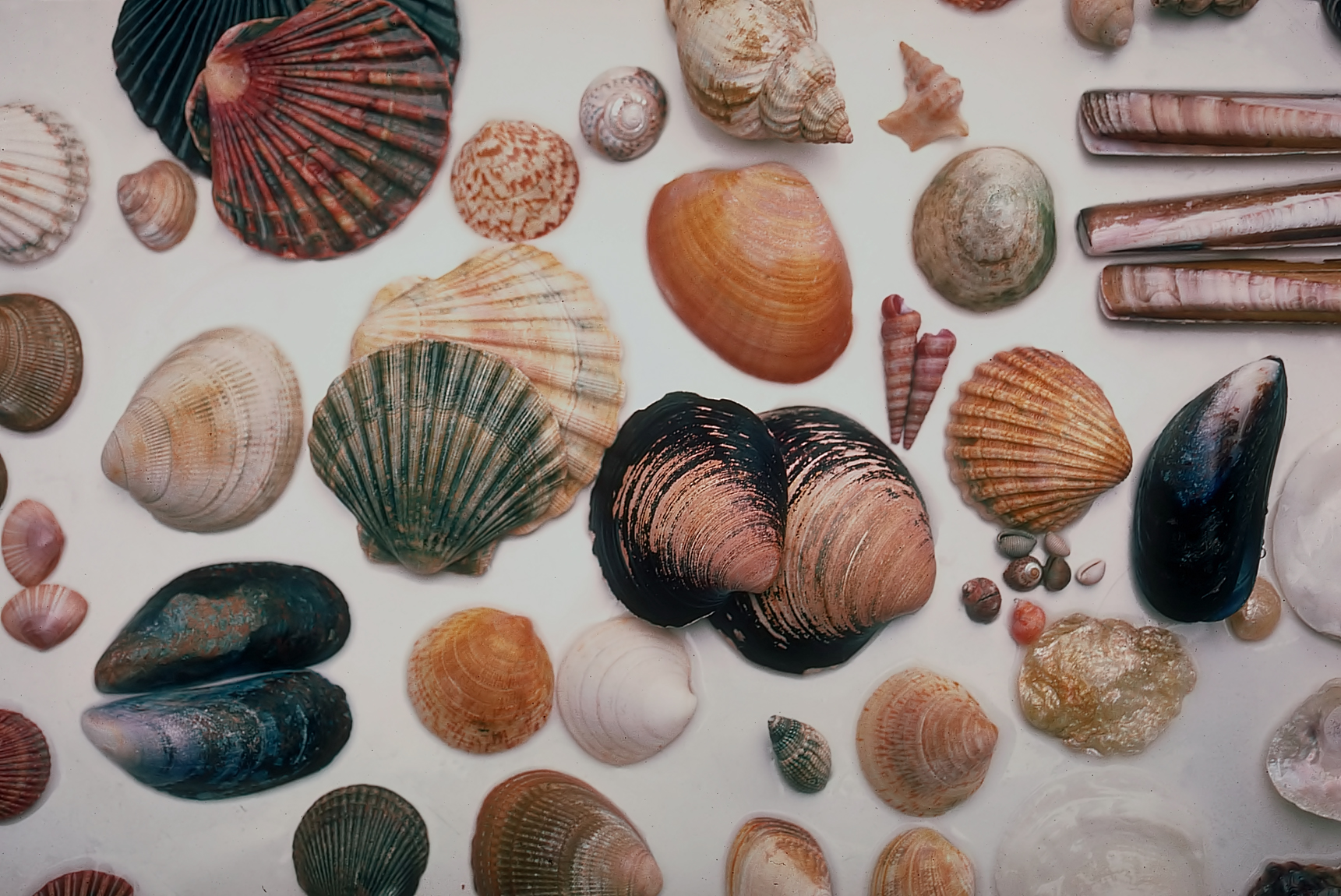
Muscheln und Schnecken aus dem Strandgut von Shell Island.

Shell Island ist bekannt für die große Artenvielfalt der Muscheln und Meeresschnecken, die am Strand angeschwemmt werden, sowie ihre Wildblumen. Man sagt, dass eine Verbindung zum sagenhaften „Cantre'r Gwaelod“ (Walisischen Atlantis) bestand.

## Geographie
Die Insel schiebt sich halbmondförmig in die Cardigan Bay. Südlich der Insel befinden sich ausgedehnte Dünengebiete, die nur noch durch das trockene Bett des River Arto von der eigentlichen Insel getrennt sind. Im Osten der ursprünglichen Insel besteht noch eine Bucht, die bei Ebbe trockenfällt und im Norden, wo der Arto heute ins Meer mündet, den Mochras Harbour bildet. Zahlreiche Wege verlaufen über die Insel.
Zugang mit Fahrzeugen zur Insel ist nur bei Ebbe über einen Damm durch das Ästuar des River Artro möglich. Zu Fuß kann man die Insel von Süden her über die Morfa Dyffryn (Mochras beach) erreichen, die sich über mehrere Kilometer nach Süden erstreckt. Rettungsfahrzeuge können das Gebiet auch über den angrenzenden Flugplatz erreichen.
Die Insel beherbergt einen beliebten Campingplatz, der so genanntes „wild camping“ ermöglicht. Am Strand sind auch Lagerfeuer erlaubt. Die Insel liegt im Bereich des Snowdonia-Nationalparks, weshalb der Campingplatz von Ende Oktober bis März geschlossen ist. In dieser Zeit wird die Insel als Schafweide genutzt.

## Geologie
Mochras ist ein bedeutender Ort für geologische Forschung im Vereinigten Königreich. Das Gebiet besteht aus einem Strandplateau, auf dem sich auch der angrenzende Llanbedr Airport befindet. Der British Geological Survey (damals: Institute of Geological Sciences) führte 1967 bis 1969 eine 1938 m tiefe stratigraphische Bohrung bei Mochras Farm durch. Unter den Sedimenten des heutigen Strandes fanden sich in der Mochras Borehole erdgeschichtlich relativ junge Tertiär- und Mesozoikum-Gesteine (unter anderem eine stark ausgebildete Schichtung des Oberen, Mittleren und Unteren Lias – Hettangium und Rhaetium). An der Basis dieser Juraschichten zeigte sich eine Verwerfung gegenüber den kambrischen Schichten des Harlech-Doms. 1971 wurde die vertikale Verwerfung auf mindestens 4500 m berechnet.